# Mariela del Nilo
Alicia Emma Arce de Saavedra (Buga, 25 de febrero de 1917-Cali, 26 de septiembre de 2008), conocida como Mariela del Nilo, fue una poetisa, periodista y gestora cultural colombiana. Reconocida por ser la directora de la Biblioteca Pública Municipal de Palmira, que lleva su nombre. Entre sus obras reconocidas se encuentran los libros de poesía Espigas, Claro Acento y Torre de Niebla. 

## Trayectoria
El interés por el lenguaje surgió en los inicios de su educación, en la escuela María Auxiliadora de Buga, donde su maestra de castellano le mostró la obra del poeta Guillermo Valencia. Desde muy joven se entregó a las letras, dándose a conocer con el nombre de “Mariela del Nilo”. Pronto, sus escritos mostraronuna fuerte voz femenina, lo que la impulsó a estudiar periodismo en la Escuela Latinoamericana de Argentina mediante cartillas enviadas por correspondencia. Plasmó su ánimo por validar a la mujer en la sociedad participando en la edición de la revista Alma Femenina.
Después de casarse con Luis Ángel Saavedra se radicó en Palmira donde se desempeñó como maestra de matemática y castellano en la Escuela Policarpa Salavarrieta, y a la par ejercería como periodista en diferentes medios radiales y escritos plasmando su nombre en la vida pública y cultural de Palmira. 
En 1949 publicó su primer libro de poesía, Espigas, contribuyendo a visibilizar una nueva experiencia de las letras en su país donde las mujeres romperían con la tradición machista. Para 1956 publicó su segundo libro Claro Acento, con ayuda de los Hermanos Carmelitas, dentro del contexto político del país donde las mujeres adquirieron el derecho al voto en el gobierno de Gustavo Rojas Pinilla.
En 1962 propuso a la alcaldía de Palmira la formalización de la biblioteca de la sede de la Sociedad de Industriales y Obreros, naciendo así la Biblioteca Municipal de Palmira como centro cultural fortalecedor de las expresiones existentes. Cuando biblioteca abrió sus puertas, se convirtió en la directora, puesto que ocupó durante más de veinte años ejerciendo una labor destacable como gestora cultural de Palmira. En 1997 se convirtió en miembro de la Academia Colombiana de la Lengua.

## Obra
- Espigas (1949)
- Claro Acento (1956)
- Torre de Niebla (1964)
- Secreta Soledad (1992)

## Premios y reconocimientos
- Medalla al Mérito Cultural Ricardo Nieto. Alcaldía de Palmira
- Medalla Cívica Cultural. Alcaldía de Palmira
- Cruz de Comendador, categoría al mérito en el arte y la cultura “Pedro Morales Pino”. Gobernación del Valle del Cauca
- Miembro correspondiente de la Academia Colombiana de la Lengua Española.